# Peccati di gioventù (album)
Peccati di gioventù è una compilation di Fabrizio De André pubblicata nel 2000.

## Contenuti
Contiene brani del periodo Karim (anni sessanta) tranne Nuvole barocche e E fu la notte.

## Tracce
1. La canzone dell'amore perduto – 3:39
2. La ballata dell'amore cieco (o della vanità) – 2:48
3. La canzone di Marinella – 3:09
4. Delitto di paese (L'assassinat) – 3:18
5. Fila la lana – 2:19
6. Il fannullone – 3:36
7. La ballata del Miché – 2:43
8. Il testamento – 4:03
9. Amore che vieni, amore che vai – 2:38
10. La guerra di Piero – 3:22
11. Valzer per un amore (Valzer campestre) – 3:38
12. Carlo Martello (ritorna dalla battaglia di Poitiers) – 5:16
13. Geordie – 2:03
14. La ballata dell'eroe – 2:38
15. Per i tuoi larghi occhi – 2:32
16. La città vecchia – 3:20